# Inés Arrimadas
Inés Arrimadas García (Jerez de la Frontera, 3 de julho de 1981) é uma advogada e política espanhola, deputada do Parlamento da Catalunha pelo grupo Cidadãos - Partido da Cidadania e líder da oposição durante a XI Legislatura.

## Biografia
Inés Arrimadas é a menor de cinco filhos do matrimônio composto por Rufino Arrimadas e Inés García, ambos oriundos de Salmoral, na província de Salamanca. Na década de 1960, a família mudou-se para Barcelona, onde seu pai obteve um lugar na Polícia Científica e em um escritório de advocacia. Nos anos 1970, mudaram-se para Jerez de la Frontera. Ali seu pai abriu o próprio escritório de advogados, além de ostentar o posto de concejal pela União de Centro Democrático (UCD) entre 1979 e 1983.
É licenciada em Direito e Administração de empresas pela Universidade Pablo de Olavide, em Sevilha. Antes de ocupar o cargo de deputada, durante vinte anos exerceu o cargo de consultora de operações e estratégia para o grupo empresarial Daleph e de responsável pela qualidade e administração do grupo MAT, na região de Campo de Gibraltar.
Ela começou a viver em Barcelona entre os anos de 2006 e 2008 por motivos de trabalho e, em 2011, ingressou no partido como militante do partido Cidadãos - Partido da Cidadania desde 2011, sendo também porta-voz da juventude partidária. Em novembro de 2012, foi eleita para o Parlamento da Catalunha, e se tornou, com 31 anos, porta-voz adjunta do grupo parlamentar. Como deputada, atua como porta-voz do seu partido nas comissões parlamentares de negócios e emprego; políticas para combater o desemprego; igualdade; juventude e reforma horaria; Conselho Consultivo do Parlamento sobre Ciência e Tecnologia (CAPCIT) e na Comissão de Investigação sobre Falência da Spanair. Em 2014, foi premiada como vice-campeã na categoria Jovem Europeu do Ano dos prêmios Leader (Liberal Democrat Local and Regional Politicians Awards), concedido pela Aliança dos Liberais e Democratas do Comitê das Regiões da União Europeia.
Em 2015, foi candidata nas eleições ao Parlamento da Catalunha, representando Barcelona. Durante a campanha, ela se apresentou como garantia de uma centralidade "que permite as pontes entre a Catalunha e o resto da Espanha". Seu partido recebeu um total de 25 lugares no Parlamento. Em janeiro de 2016, a presidente do Parlamento, Carme Forcadell, nomeou-a formalmente líder da oposição, embora Arrimadas tenha renunciado aos privilégios dessa condição.
Em maio de 2017, ganhou as primárias do partido Cidadãos para ser a candidata à presidência da Generalidade da Catalunha nas eleições ao Parlamento da Catalunha. Nas eleições, em 21 de dezembro de 2017, seu partido vai sair vencedor, tanto em número de votos como em assentos no Parlamento. No entanto, não vai obter maioria para aprovar sua candidatura à presidência da Generalidade catalã.
Em 23 de fevereiro de 2019, anunciou que encabeçaria a lista do seu partido ao Congresso dos Deputados pela circunscrição de Barcelona, nas eleições gerais daquele ano. 
Em 30 de outubro de 2019, anunciou que estava esperando, junto a seu marido, Xavier Cimas, o seu primeiro filho.